# Витрю, Аслак
Аслак Фонн Витрю (норв. Aslak Fonn Witry; род. 10 марта 1996, Тронхейм) — норвежский футболист, полузащитник клуба «Лудогорец».

## Клубная карьера

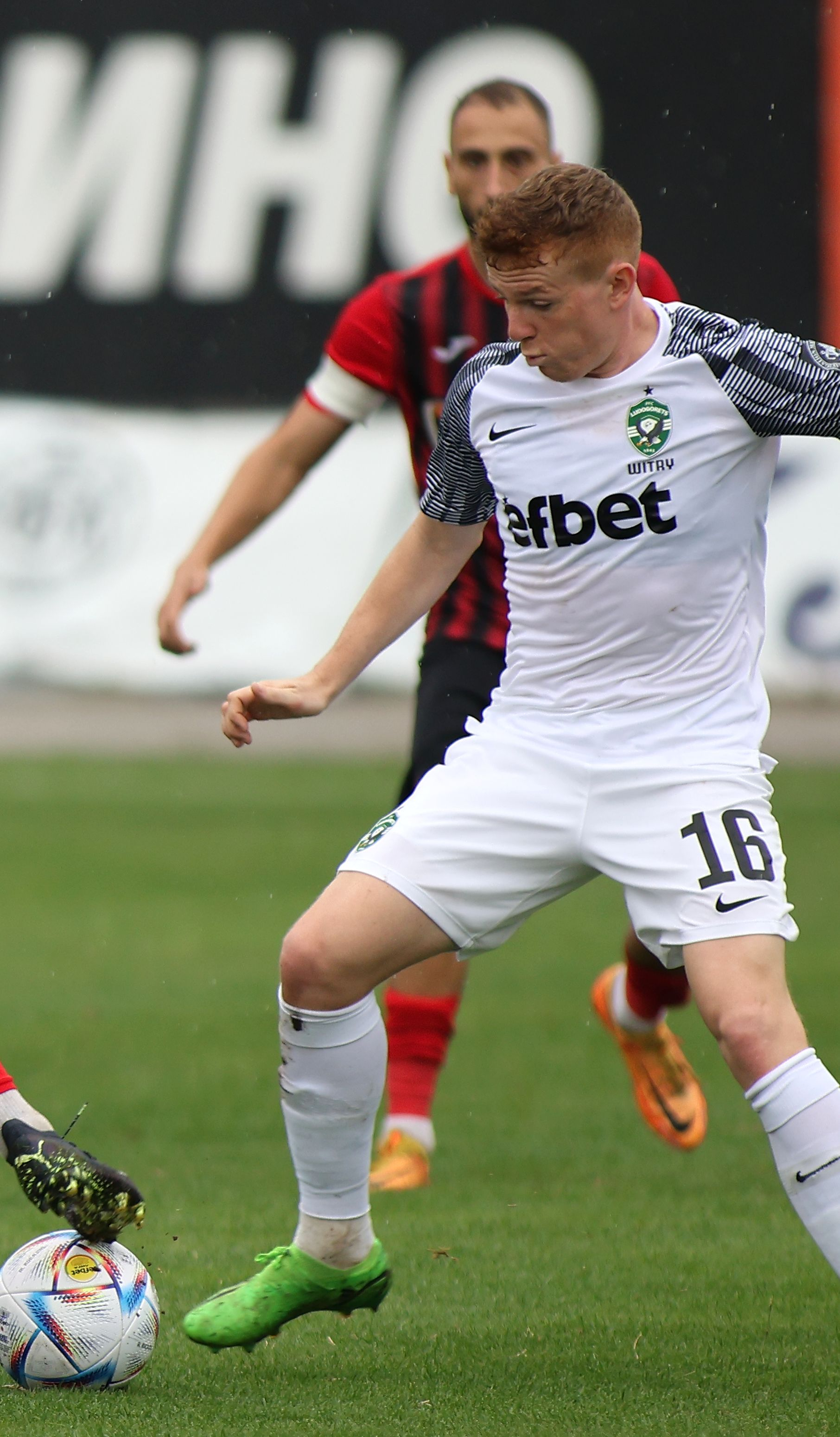
Витрю в составе «Лудогорца»

Витрю — воспитанник клубов «Стриндхейм» и «Русенборг». В 2014 году он был включён в заявку последних на участие в сезоне. В 2015 году Витрю перешёл в «Ранхейм». 7 июня в матче против «Хёдда» он дебютировал в Первом дивизионе Норвегии. 17 апреля 2016 года в поединке против «Асане» Аслак забил свой первый гол за «Ранхейм». В 2017 году Витрю помог клубу выйти в элиту. 2 апреля 2018 года в матче против «Стабека» он дебютировал в Типпелиге.
В начале 2019 года Витрю перешёл в шведский «Юргорден». 2 апреля в матче против «Сундсвалля» он дебютировал в Аллсвенскан лиге. 8 апреля в поединке против «Эребру» Аслак сделал «дубль», забив свои первые голы за «Юргорден». В своём дебютном сезоне он помог клубу выиграть чемпионат.
Летом 2021 года Витрю перешёл в нидерландский АЗ. 29 августа в матче против «Херенвена» он дебютировал в Эредивизи. В этом же поединке Аслак забил свой первый гол за АЗ. Летом 2022 года Витрю перешёл в болгарский «Лудогорец». 4 сентября в матче против «Хебыра» он дебютировал в чемпионате Болгарии. В своём дебютном сезоне Витрю помог клубу выиграть чемпионат и завоевать Кубок Болгарии.

## Достижения
Клубные
 «Юргорден»
- Победитель Аллсвенскан лиги — 2019

 «Лудогорец»
- Победитель чемпионат Болгарии — 2022/2023
- Обладатель Кубка Болгарии — 2022/2023